# Sphaerium galitzini
Sphaerium galitzini е вид мида от семейство Sphaeriidae.

## Разпространение и местообитание
Видът е разпространен в Австрия, Албания, Андора, Белгия, Босна и Херцеговина, България, Ватикана, Великобритания (Северна Ирландия), Германия, Гибралтар, Гърнси, Гърция (Егейски острови и Крит), Джърси, Ирландия, Испания (Балеарски острови и Канарски острови), Италия (Сардиния и Сицилия), Лихтенщайн, Люксембург, Малта, Ман, Монако, Нидерландия, Португалия (Азорски острови и Мадейра), Северна Македония, Румъния, Сан Марино, Словакия, Словения, Сърбия (Косово), Унгария, Франция (Клипертон и Корсика), Хърватия, Черна гора, Чехия и Швейцария.
Обитава сладководни басейни и реки.